# Eleccions legislatives gregues de setembre de 2015
Les eleccions legislatives gregues de setembre de 2015 es van celebrar el diumenge 20 de setembre de 2015, després de la renúncia del primer ministre Alexis Tsipras el 20 d'agost de 2015, després d'exercir les seves funcions des del 26 de gener del mateix any, en un govern de coalició dels partits SÍRIZA i ANEL. En els comicis es van triar els 250 dels 300 escons del Parlament Hel·lènic, els altres 50 escons restants s'adjudiquen directament al partit amb més nombre de vots, per a un mandat constitucional de quatre anys. Aquesta va ser la quarta elecció legislativa grega celebrada en els últims tres anys, enmig de la crisi del deute sobirà.

## Sistema electoral
Tots els votants estan obligats a votar, sent el registre automàtic i la votació obligatòria. No obstant això, cap de les sancions o sancions legalment vigents s'han aplicat mai.
Es distribueixen 250 escons sobre la base de la representació proporcional, amb un llindar del 3% requerit per a l'entrada al Parlament. Els vots en blanc i no vàlids, així com els vots emesos per als partits que no superin el llindar del 3%, són ignorats per a l'assignació de escons. Es concedeixen 50 escons addicionals com a bonificació a la majoria al partit que guanya una majoria simples, amb coalicions en aquest sentit que no es compten com a partit global, sinó que tenen els seus vots comptats per a cada partit de la coalició, d'acord amb la llei electoral. La majoria parlamentària s'aconsegueix per un partit o coalició de partits que ocupen almenys la meitat més un (151 de 300) dels escons totals.

## Resultats
| Eleccions parlamentàries de Grècia de setembre de 2015 |                                                                                                   |           |        |           |     |  |  |  |  |
| Partit                                                 | Partit                                                                                            | Vots      | %      | Escons    | +/– |  |  |  |  |
|                                                        | Coalició de l'Esquerra Radical (SÍRIZA)                                                           | 1.925.904 | 35.46  | 145 / 300 | 4   |  |  |  |  |
|                                                        | Nova Democràcia (ND)                                                                              | 1.526.205 | 28.10  | 75 / 300  | 1   |  |  |  |  |
|                                                        | Alba Daurada (XA)                                                                                 | 379.581   | 6.99   | 18 / 300  | 1   |  |  |  |  |
|                                                        | Alineació democràtica (DISY)                                                                      | 341.390   | 6.28   | 17 / 300  | 4   |  |  |  |  |
|                                                        | Partit Comunista de Grècia (KKE)                                                                  | 301.632   | 5.55   | 15 / 300  | =   |  |  |  |  |
|                                                        | To Potami (lit. "el riu")                                                                         | 222.166   | 4,09   | 11 / 300  | 6   |  |  |  |  |
|                                                        | Grecs Independents (ANEL)                                                                         | 200.423   | 3,69   | 10 / 300  | 3   |  |  |  |  |
|                                                        | Unió de Centristes (EK)                                                                           | 186.457   | 3,43   | 9 / 300   | 9   |  |  |  |  |
|                                                        |                                                                                                   |           |        |           |     |  |  |  |  |
|                                                        | Unitat Popular (LAE)                                                                              | 155.242   | 2,86   | 0         | ±0  |  |  |  |  |
|                                                        | Front de l'Esquerra Anticapitalista Grega - Partit Revolucionari dels Treballadors (ANTARSYA-EEK) | 46.096    | 0.85   | 0         | ±0  |  |  |  |  |
|                                                        | Front Popular Unit (EPAM)                                                                         | 41.631    | 0.77   | 0         | ±0  |  |  |  |  |
|                                                        | Societat (Koinonia)                                                                               | 35.534    | 0.65   | 0         | ±0  |  |  |  |  |
|                                                        | Recrear Grècia (DX)                                                                               | 28.936    | 0.53   | 0         | ±0  |  |  |  |  |
|                                                        | Demòcrates - Societat de Valors - Partit Pirata (D-KA-KPE)                                        | 15.257    | 0.28   | 0         | ±0  |  |  |  |  |
|                                                        | Partits Comunistes Marxistes-Leninistes de Grècia (KKE (M-L) - M-L KKE)                           | 8.944     | 0.16   | 0         | ±0  |  |  |  |  |
|                                                        | Unió Patriòtica - Trobada Popular Grega (ELAS)                                                    | 6.253     | 0.12   | 0         | ±0  |  |  |  |  |
|                                                        | Alliberament Democràtic del Poble Grec (ELLADA)                                                   | 4.425     | 0.08   | 0         | ±0  |  |  |  |  |
|                                                        | Organització de Comunistes Internacionalistes de Grècia (OKDE)                                    | 2.372     | 0.04   | 0         | ±0  |  |  |  |  |
|                                                        | Organització per la Reconstrucció del KKE (ΟΑΚΚΕ)                                                 | 2.263     | 0.04   | 0         | ±0  |  |  |  |  |
|                                                        | Independents                                                                                      | 1.139     | 0.02   | 0         | ±0  |  |  |  |  |
|                                                        |                                                                                                   |           |        |           |     |  |  |  |  |
| Total                                                  | Total                                                                                             | 5.431.850 | 100.00 | 300       | ±0  |  |  |  |  |
|                                                        |                                                                                                   |           |        |           |     |  |  |  |  |
| Vots vàlids                                            | Vots vàlids                                                                                       | 5.431.850 | 97.58  |           |     |  |  |  |  |
| Vots nuls                                              | Vots nuls                                                                                         | 70.061    | 1.26   |           |     |  |  |  |  |
| Vots en blanc                                          | Vots en blanc                                                                                     | 64.384    | 1.16   |           |     |  |  |  |  |
| Vots emesos / participació electoral                   | Vots emesos / participació electoral                                                              | 5.566.295 | 56.57  |           |     |  |  |  |  |
| Abstenció                                              | Abstenció                                                                                         | 4.274.230 | 43.43  |           |     |  |  |  |  |
| Electors registrats                                    | Electors registrats                                                                               | 9.840.525 |        |           |     |  |  |  |  |
|                                                        |                                                                                                   |           |        |           |     |  |  |  |  |